# 齐齐哈尔第三医院
齐齐哈尔第三医院又名齐齐哈尔中医院，是黑龙江省首家三级甲等中医院、全国示范中医医院。
它也是黑龙江中医药大学的教学医院。医院始建于1952年。